# 天秤座
天秤座（英語：Libra，
拉丁語：，天文符号：♎）是黄道星座之一，星座日期9/23~10/23，位于室女座与天蠍座之间，这个星座有十几颗使用8英寸（20厘米）或更大望远镜可见的星系，星座中最亮的四颗星α、β、γ、σ构成一个四边形，β星又和春季大三角构成一个大菱形，天秤座β星的中名是「氐宿四」，它是全天惟一一颗肉眼可以看见为绿色的星。天秤座α星的中名是「氐宿一」，是一顆雙星，由亮度5.2的α1與亮度2.8的α2所構成，呈藍白色。

## 特徵
最耀眼的明星在天秤座形成一個四合院：

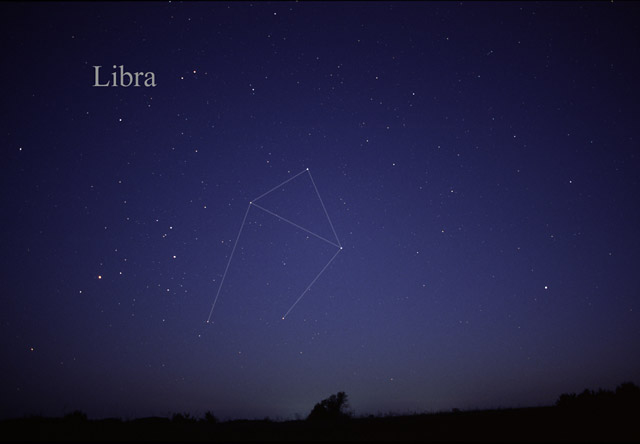
天秤座，因為它可以用肉眼看到（帶星座線繪製）。 [http://www.allthesky.com/constellations/libra.html AlltheSky.com

- 天秤座α，Zubenelgenubi（南爪），一個目視雙星。
- 天秤座β，Zubeneschamali（北爪）。
- 天秤座γ，Zubenelakrab（蝎子的爪）。
- 天秤座σ，肱，一食變星。

儘管天秤座σ是在天秤座內，並不在天秤座的邊界上，但它之前被稱為天蝎座γ，直到西元1851年才成為天秤座σ（由本傑明答古爾德）。

## 神話與歷史

### 星座神话

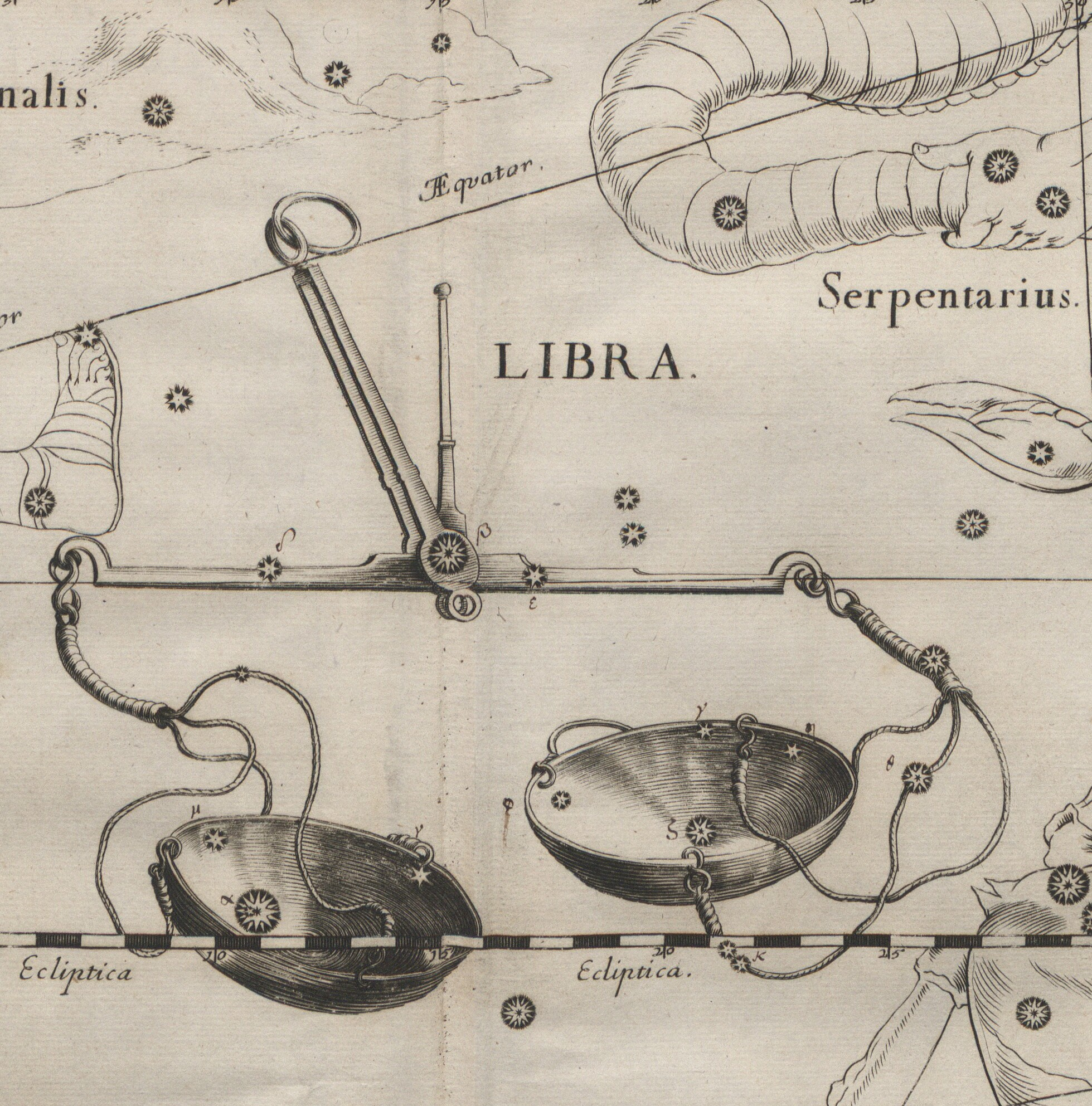
17世紀天文學家約翰·赫維留筆下的天秤座

天秤座是希臘神話中的正義女神阿斯特莉亞在為人類所做善惡裁判時所用的天平，阿斯特莉亞一隻手持天平，一隻手握斬除邪惡的劍。為求公正，所以眼睛皆矇著。
從前的眾神和人類是和平共處於大地上，神雖擁有永遠的生命，但人類壽命有限。因此寂寞的神只有不斷創造人類，然而那時的人好爭鬥，惡業橫行，眾神在對人類失望之餘回到天上。
只有阿斯特莉亞女神捨不得回去而留在世界上，教人為善。儘管如此，人類仍繼續墮落，於是戰爭掀起，開始了打打殺殺。最後連阿斯特莉亞也放棄人類而回到天上。而天空就高掛著鍾愛正義和平公正的天秤座。

### 星座歷史
天秤座的群星自古就被认识到了，但托勒密并没有将其作为独立的星座。在托勒密星座中，天秤座的星属于天蝎座的蝎爪，天秤座α是天蝎座南方的爪「南螯」（Southern Claw），天秤座β是天蝎座北方的爪「北螯」（Northern Claw）。
人们将这群星看作一杆秤，象征着公平。但罗马人直到公元1世纪的时代，才发现太阳运行到此星座时，正是昼夜平分的秋分前后，因而将其独立劃出。
现在，由于地球岁差，秋分点已经移向了西方的室女座。在现在曆元裡，每年11月1日至11月23日太阳在天秤座运行（此指相對運動而非實質運動）。
天秤座在北极圈之外的纬度都可看見。

### 讀音問題
香港天文台的電視廣播把粵語名稱「秤」讀作「平均」的「平」，跟隨大眾通常將星座「天秤座」的「秤」讀成「平」的習慣，而非對稱的「稱」，引起中港台三地部分人士爭議。
「天秤座」這個天文學名詞是中國天文學會名詞譯名委員會當年參考日文漢字「平秤座」而來，是指希臘神話中，正義女神阿絲特莉亞（Astraea）用天平這個工具去「秤」（衡量）善惡的故事，故此採用「天秤」的故事而非用「天平」這種量重工具作為中文決定譯名，因此「秤」字不能讀做「平」音。後來日文漢字亦將「平秤座」稱為「天秤座」，最後更變化為「てんびん座」，發音即為"天平"。。
在隋朝（公元581年-619年）的佛教典籍《大乘大方等日藏經》，按照西方神話故事將現今的天秤座譯為「秤量」之神。亦顯示中國最早翻譯這個星座名稱時「秤」字是讀「稱」音而非「平」音，天平座。

## 恒星
- 天秤座δ星：中文名「氐宿增一」又名南鳌，与英仙座β一样，天平座δ是一颗食双星。食双星就是两颗恒星周期性的互相经过掩食。从地球看来它们的亮度就会发生变化。
- 天秤座β星：中文名「氐宿四」，為一變星，星等变化是+4.8到+5.9，光变周期是2.3日。有業餘天文玩家稱此星是唯一可用肉眼辨認出綠色的星星，但此僅屬傳聞，在科學上並無可能。
- 天秤座μ星：他是由亮度5.7及6.7的兩顆恆星所組成。
- 天秤座ι星：中文名「氐宿二」是一個複雜的聚星，肉眼看是4.5的星星。

### 重要主星表
| 西方星名 | 中國星名           | 英文名字       | 英文含意 | 視星等 | 註   |
| -------- | ------------------ | -------------- | -------- | ------ | ---- |
| 天秤座β  | 氐宿四             | Zubeneschemali | -        | 2.61   | -    |
| 天秤座α2 | 氐宿一             | Zubenelgenubi  | -        | 2.75   | 雙星 |
| 天秤座σ  | 折威七             | Zubenalgubi    | -        | 3.29   | -    |
| 天秤座γ  | 氐宿三             | -              | -        | 4.00   | -    |
| 天秤座ι  | 氐宿二             | -              | -        | 4.50   | -    |
| 天秤座δ  | 氐宿增一           | -              | -        | 4.9    | -    |
| 天秤座μ  | 氐宿增五           | -              | -        | -      | -    |
| 天秤座ε  | 氐宿增廿           | -              | -        | -      | -    |
| 天秤座ν  | 氐宿增十           | -              | -        | 5.2    | -    |
| 天秤座η  | 西咸四             | -              | -        | -      | -    |
| 天秤座θ  | 西咸三             | -              | -        | -      | -    |
| 天秤座κ  | 日                 | -              | -        | -      | -    |
| 天秤座λ  | 房宿增一/ 房宿增二 | -              | -        | -      | -    |
| 天秤座υ  | 天輻一             | -              | -        | 3.58   | -    |
| 天秤座τ  | 天輻二             | -              | -        | 3.66   | -    |
| 天秤座4  | 折威五             | -              | -        | -      | -    |
| 天秤座12 | 折威六             | -              | -        | -      | -    |
| 天秤座13 | 氐宿增四           | -              | -        | -      | -    |
| 天秤座48 | 西咸二             | -              | -        | -      | -    |

## 深空天体

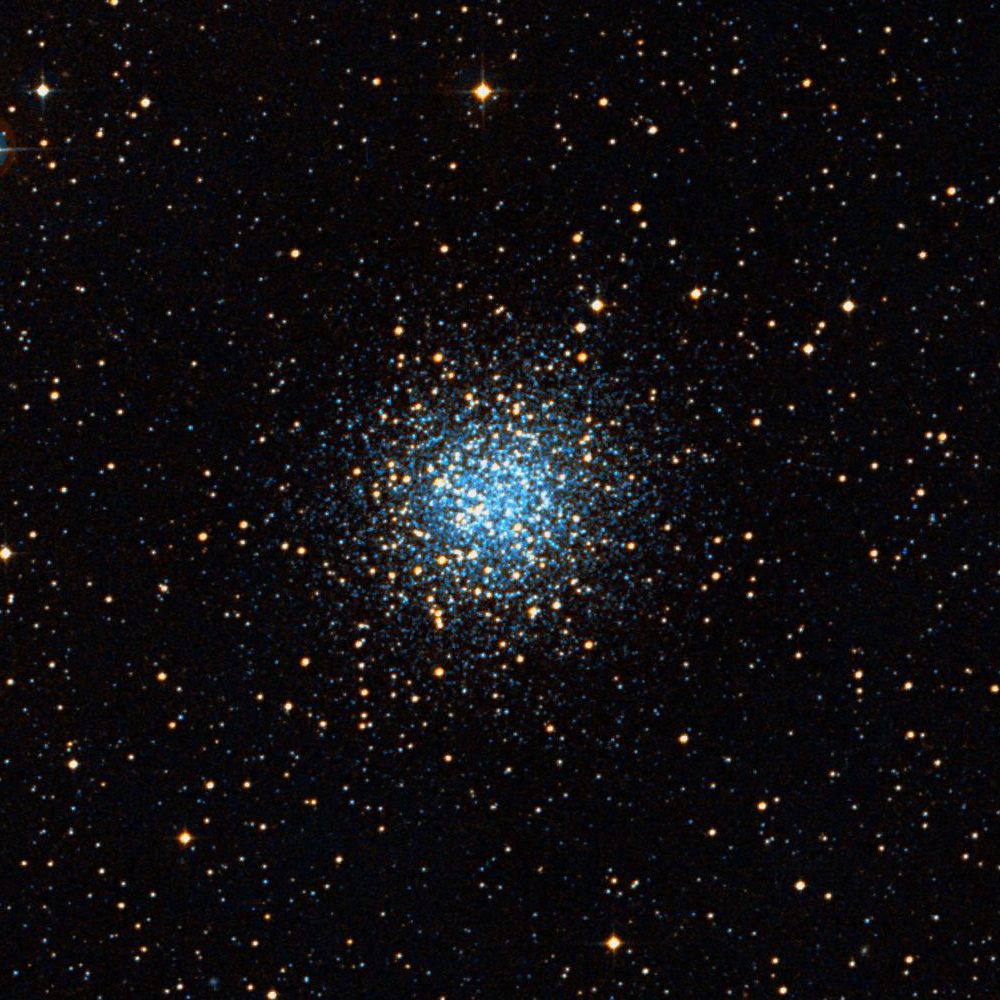
NGC 5897

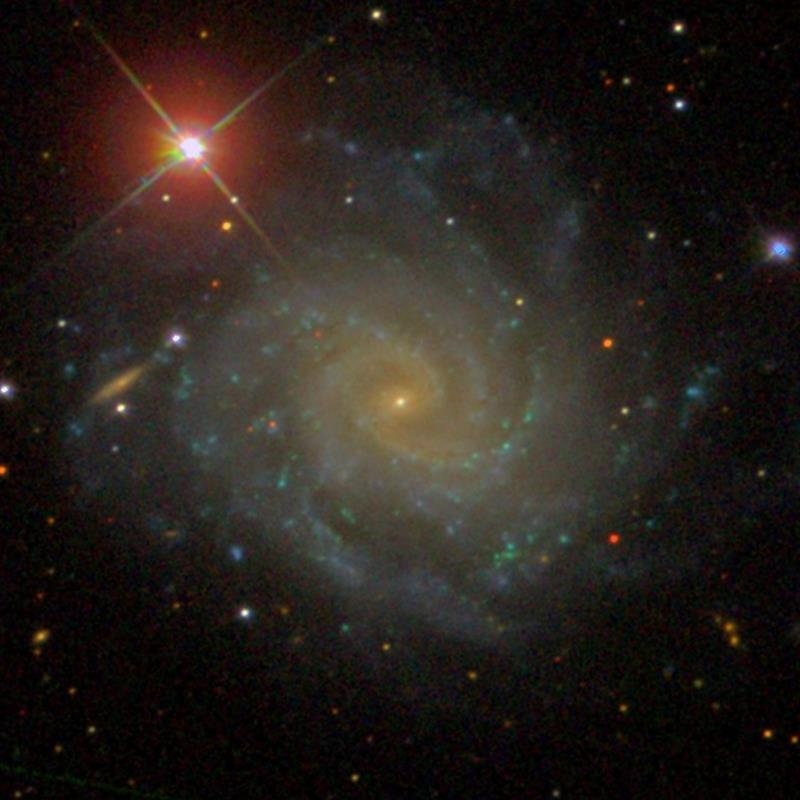
NGC 5885

- NGC 5897：这是一个松散的球状星团，使用8英寸（20厘米）的望远镜才能略微看见它。[4]
- NGC 5898：是天秤座中的一個星系，由英國 - 德國天文學家威廉·赫歇爾於1784年5月21日發現。
- NGC 5728：是天秤座中的一個星系，由英國 - 德國天文學家威廉·赫歇爾於1787年5月7日發現。
- NGC 5885：是天秤座中的一個星系，由英國 - 德國天文學家威廉·赫歇爾於1784年5月9日發現。